# Air Littoral
La Compagnie des gens du sud (2003), Bienvenue à bord (1999), L'avion là où vous ne l'attendiez pas (1995), Une ambition sur toute la ligne (1990)
Air Littoral ( code IATA : FU, code OACI : LIT , Indicatif : Air Littoral) était une compagnie aérienne française régionale basée à l'aéroport de Montpellier. Créée en 1972, elle a déposé son bilan en 2004.
Elle desservait une vingtaine de destinations en France en Espagne, Italie, Maroc en partage de code. Marc Dufour en fut le président.

## Histoire
Créée en 1972, la compagnie portait initialement le nom de Logistair et était basée sur l'aéroport du Castellet. Didier Delmotte en était le fondateur avec sa compagnie aérienne Delmotte Aviation qui exploitait des Norman BN-2 Islander entre Montpellier, Nice et Perpignan,.
Les quelques lignes exploitées sur Mende, Millau et la Corse (en créant la filiale Kallistair, lignes intérieures Corses en 1973) n'ont pas permis d'acquérir une situation saine.

Logotype de la compagnie Kallistair en 1977.

À la suite d'une mise en redressement judiciaire, la banque principale de Logistair proposa à Robert Da Ros,,, cofondateur actionnaire, un pilote qui avait le sens des affaires, de tenter une reprise de Logistair.
Robert Da Ros accepta alors que la compagnie n'avait plus qu'un Britten Norman BN2 en état de vol.
En quelques années, Logistair est rebaptisée Air Littoral et déplacée à Montpellier, dans l'ancienne aérogare de l'aéroport.
À ce moment, entrent dans le capital des gens comme Marc Jorel, importateur des avions brésiliens Embraer, grâce auquel la compagnie a investi dans une flotte d'Embraer Bandeirante (E110), puis de Brasilia (E120). Les premiers avions dont le poids était supérieurs à 5 Tonnes 7 furent des Nord 262 pour lesquels il fallait des pilotes détenant la licence de PP1. C'est à cette époque que Robert Da Rosa demanda à Paul Fardel, un ami de longue date et instructeur pour le SFACT (aujourd'hui SEFA), de rejoindre la compagnie.
Le développement de la compagnie se fit notamment par la fusion avec la CAL (Compagnie aérienne du Languedoc) dont la flotte et le réseau étaient complémentaires, dans les années 1986-1987.

Logotype du GIE Air Littoral/Compagnie aérienne du Languedoc CAL en octobre 1986.

Souhaitant pouvoir évoluer vers des avions supérieurs à 20 tonnes, Air Littoral a profité d'une opportunité offerte par la disparition du constructeur d'avions hollandais Fokker. KLM avait été sollicitée par le gouvernement hollandais pour acquérir des Fokker 100 afin de tenter de renflouer l'entreprise. Cela ne sauva pas Fokker mais KLM se retrouva avec des avions qui n'avaient pas de logique dans son exploitation et donc, chercha à les revendre. Portugalia, une compagnie portugaise, en prit quelques-uns ainsi qu'Air Littoral. Au cours des transactions, il s'imposa la logique que KLM puisse rentrer dans le capital d'Air Littoral et prenne Air Littoral comme partenaire.
En 1993, Michel Seydoux Fornier de Claussonne, homme d'affaires radical-socialiste, producteur cinématographe, devient actionnaire majoritaire de la compagnie.
La compagnie entre en Bourse sur le second marché en janvier 1997.
Michel Seydoux, actionnaire à 90 % d'Air Littoral et Pierre Lortie, président de la division aviation du canadien Bombardier ont signé le 23 janvier 1997 à Montpellier l'achat de sept CRJ Regional Jet.
Par ailleurs, la Chambre de Commerce de Nice a voté en janvier 1997 de 3 % dans le capital de sa nouvelle filiale "Air Littoral Riviera", une nouvelle compagnie aérienne basée à Nice et desservant le hub de Nice qui a obtenu sa licence d'exploitation de transporteur aérien le 18 mars 1997.
Air Littoral en détiendra 66 % et la principauté de Monaco 24 %. La deuxième tranche du capital réservée à des professionnels du tourisme sera complétée à la mi-février 1997. La compagnie a commencé ses activités avec 17 lignes au départ de Nice depuis octobre 1997.
La compagnie "Air Littoral Méditerranée" qui regroupera les lignes au départ de Montpellier est également envisagée mais ne verra jamais le jour.
Mais le partenariat avec KLM ne fut pas poursuivi par la nouvelle direction d'Air Littoral, menée au début des années 1990 par Marc Dufour (20 novembre 1992). Une tentative de partenariat avec la Lufthansa ne dura pas non plus, et Air Littoral fit le choix de se marier avec Swissair (SAirgroup). 
La participation au capital de l'actionnaire Michel Seydoux dans Air Littoral sera ramenée à 50,1% contre 93% auparavant, le reste du capital est détenu par la famille Grimaldi de Monaco (5%) et la chambre de commerce de Nice (0,9%).
La Compagnie Française d'Investissements Aéronautiques (C.F.I.A.), détenue par Michel Seydoux, devait l'actionnaire principal d'Air Littoral S.A. le 1er avril 1997. 
Le 31 mars 1998, Air Littoral et Air Littoral Riviera procédaient à une fusion-absorption sous le nom de "Air Littoral".
Or ce fut la période de la fin des années 1990 où tous les partenaires de Swissair disparurent dans des accords désastreux alors que Swissair avait été saluée pour ses résultats commerciaux et financiers peu de temps avant. Swissair disparu, une nouvelle compagnie suisse émergea : Swiss.
Air Littoral fit un gros travail de restructuration, en vain. Dans le début des années 2000, l'exploitation était devenue rentable mais le passif était trop important. Un dépôt de bilan fut tenté pour remettre un rachat dans de bonnes conditions financières.
Il est à noter qu'Air Littoral fut la compagnie de lancement en Europe de l'ATR 42, avion franco-italien et du CRJ, .
En février 2004, lors de la cessation d'activité, elle était dirigée par Marc Dufour et Jean Durand en était le directeur financier. Air Littoral exploitait 17 CRJ200 (jets régionaux de 50 sièges) ainsi que douze ATR 42-500 (turbo propulseurs ayant une capacité de 46 à 50 sièges) et 5 Fokker 100. Son réseau était essentiellement centré sur les bases de Montpellier, Marseille, Lyon et Nice. La compagnie faisait vivre l'aéroport de Montpellier. En 2004, à la disparition de la compagnie, la plate-forme de Montpellier a perdu une grande partie de son trafic aérien. Elle avait fait, avant sa disparition, l'objet d'une offre d'achat par la Filature du Favreuil, derrière laquelle se trouvait Alain Duménil. Celle-ci fut finalement retirée.
Aujourd'hui, il ne reste d'Air Littoral qu'une de ses ex-filiales : l'ESMA (École Supérieure des Métiers de l'Aéronautique), qui a été reprise par Aeroconseil, puis, en décembre 2006, par une holding chinoise, DE HEERD Investment Ltd, basée à Hong Kong. L'ESMA forme des futurs professionnels de l'aérien (pilotes, hôtesses et stewards, mécaniciens et personnels au sol).
Air Littoral a failli renaitre par le biais de la Chambre de Commerce et d'Industrie de Montpellier avec l'aide de la région Languedoc-Roussillon et des investisseurs privés, un projet a  6,4 millions d'euros, financé à hauteur de 2,2 millions d'euros par un groupe d’investisseurs privés régionaux et de 4,2 millions d'euros par la région Languedoc-Roussillon, via le fonds d’investissement Next Venture. Cette compagnie devait porter le nom Littoral Airlines qui prévoit de recruter 120 salariés parmi les anciens employés d’Air Littoral. C’est d’ailleurs l’un des ex membres de la direction d’Air Littoral, Jean Durand, qui prendra le poste de Directeur général de Littoral Airlines, vols prévus en juin 2004. La compagnie ne verra jamais le jour, le nouveau Président de la Région, Georges Frêche  n'a pas voulu apporter les 4,2 millions d'euros promis par son prédécesseur.  Le projet Littoral Airlines était donc mort-né,.

## Flotte
Air Littoral a eu énormément d'aéronefs en flotte du plus petit (Socata TB-20 n° F-GJMB) au plus gros (Boeing 737-300 n° EC-IEZ).
Sa flotte était composée d'ATR-42 version 300 et 500 (jusqu'à 21 en flotte), ATR-72-200 (2), Aérospatiale N 260 et N 262 (1 et 4), Beechcraft 1900C (7), Boeing 737-300 (1), Norman BN-2 Islander (5), CRJ-100 (23), Embraer EM-110 Bandeirante (8), Embraer EM-120 Brasilia (12), Fokker F27 (1), F28 (3), F70 (5) et F100 (10), Piper PA-31 (1), Swearingen Metroliner (7) et Socata TB-20 affectés à la l'ESMA n° F-GJMC et F-GJMB (2).
Elle disposait pour l'entrainement au sol d'un Dassault Mercure 100 n° F-BTTE aux couleurs d'Air Littoral (ex-Air Inter).

## Galerie photographique

Panel des avions de la compagnie Air Littoral et ESMA avec différentes livrées
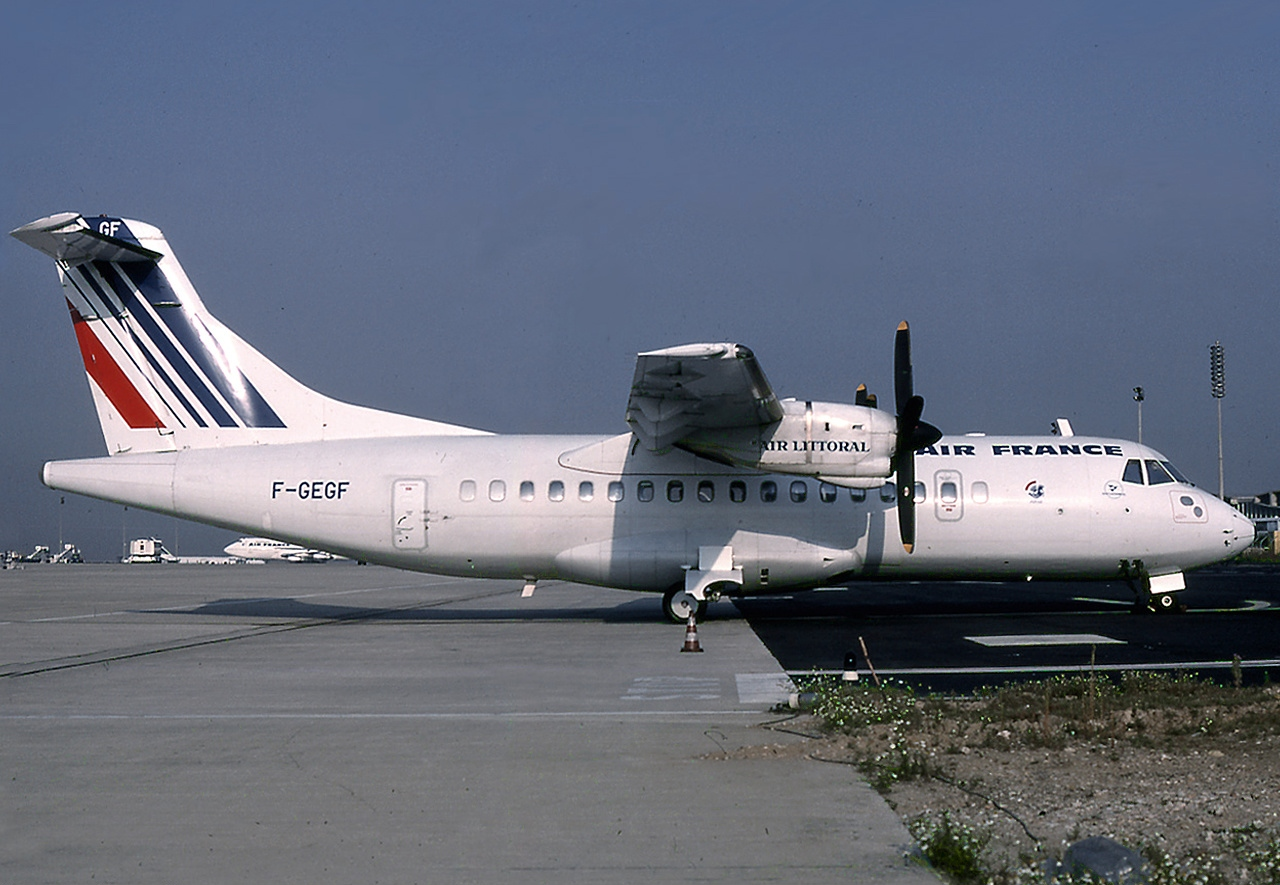
ATR 42-300 en livrée Air France en 1989 à Roissy
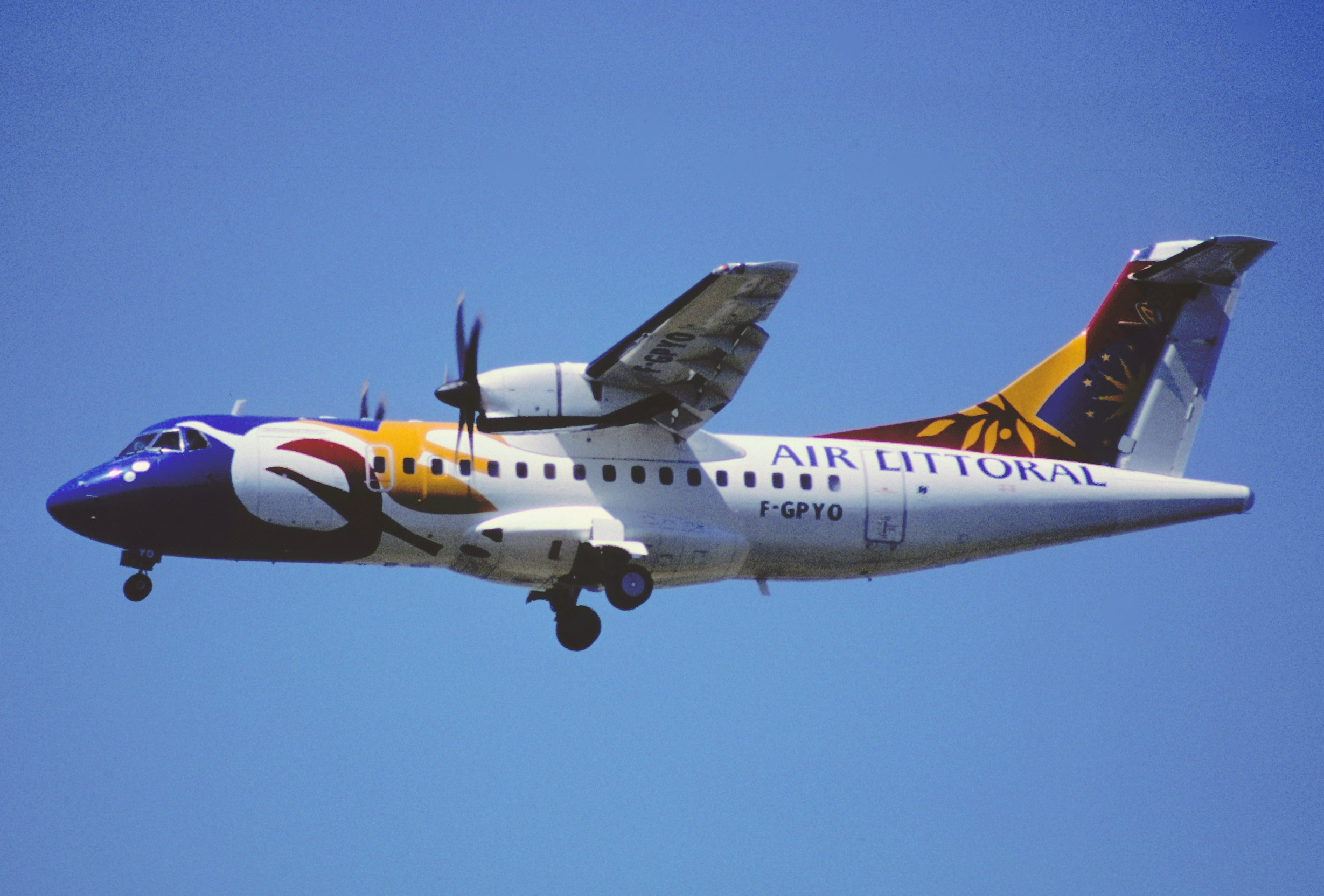
ATR 42-500 en livrée Air Littoral en 2000 à Zurich (Suisse)
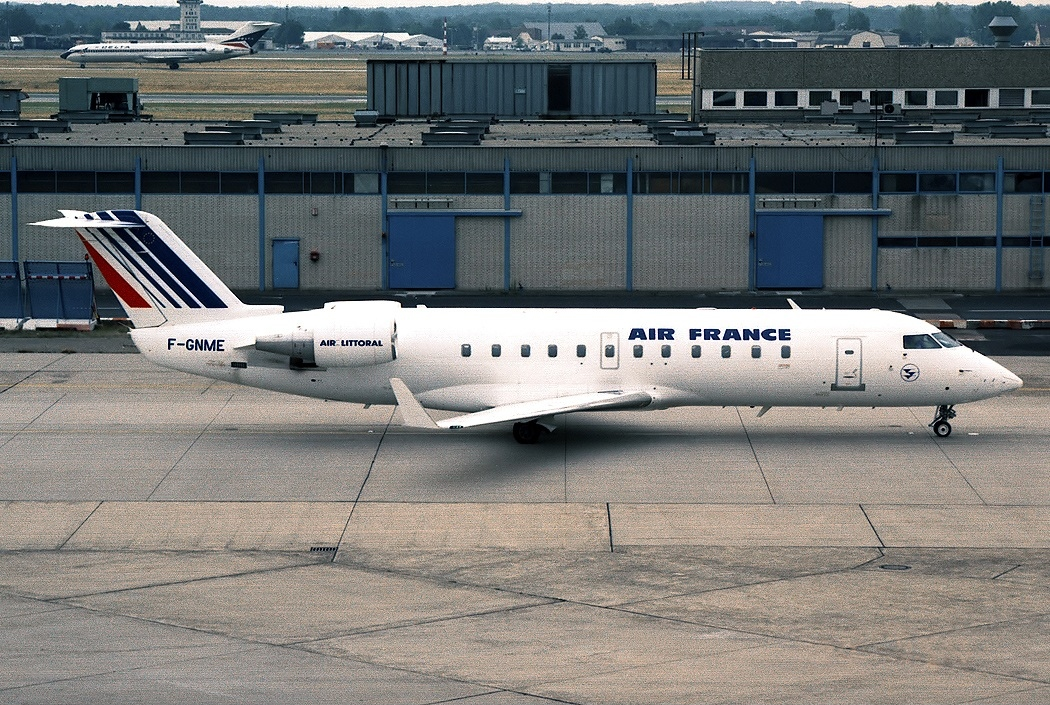
CRJ-100 en livrée Air France en 1994 en Allemagne
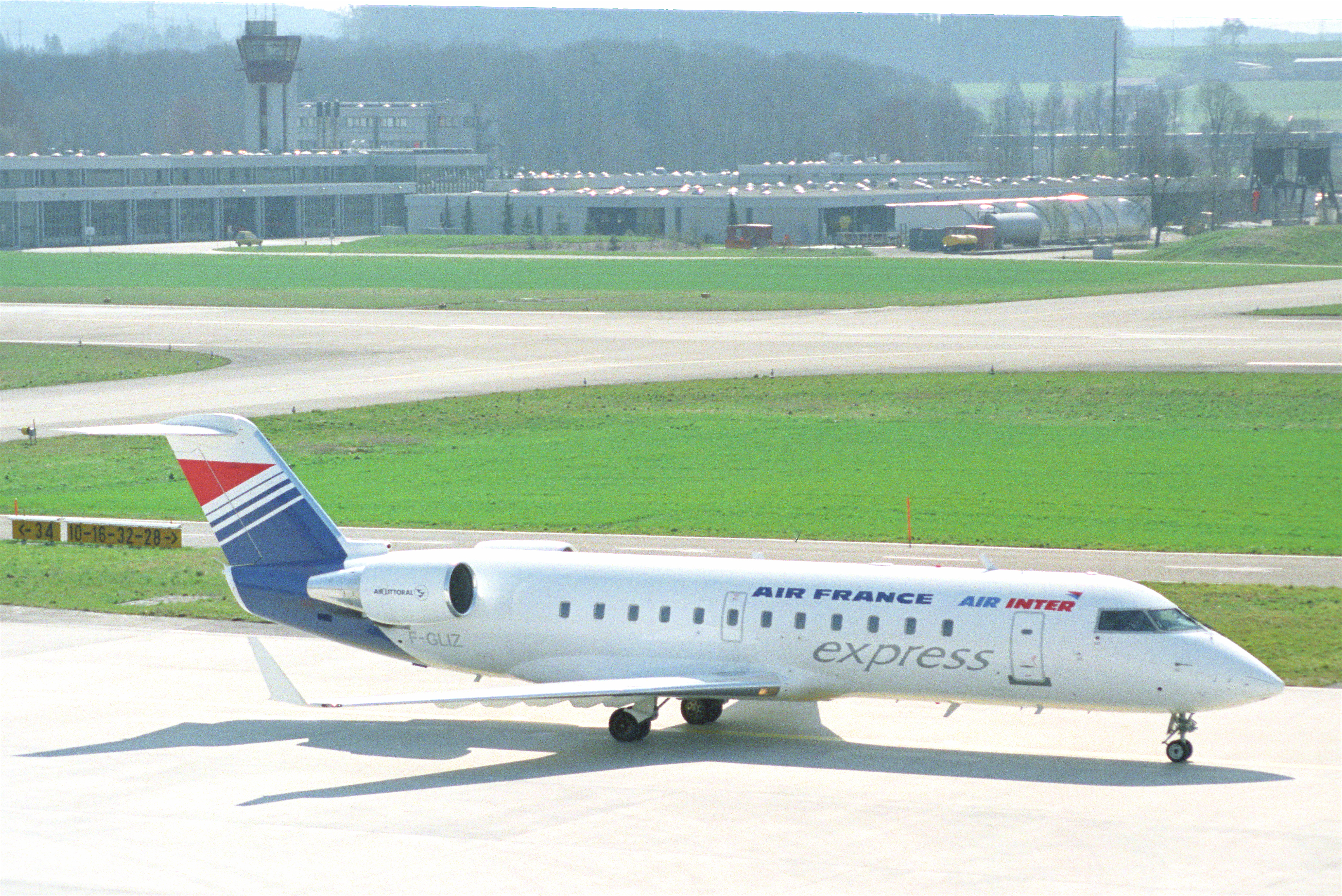
CRJ-100 en livrée Air France/Air Inter Express en 1995 à Zurich
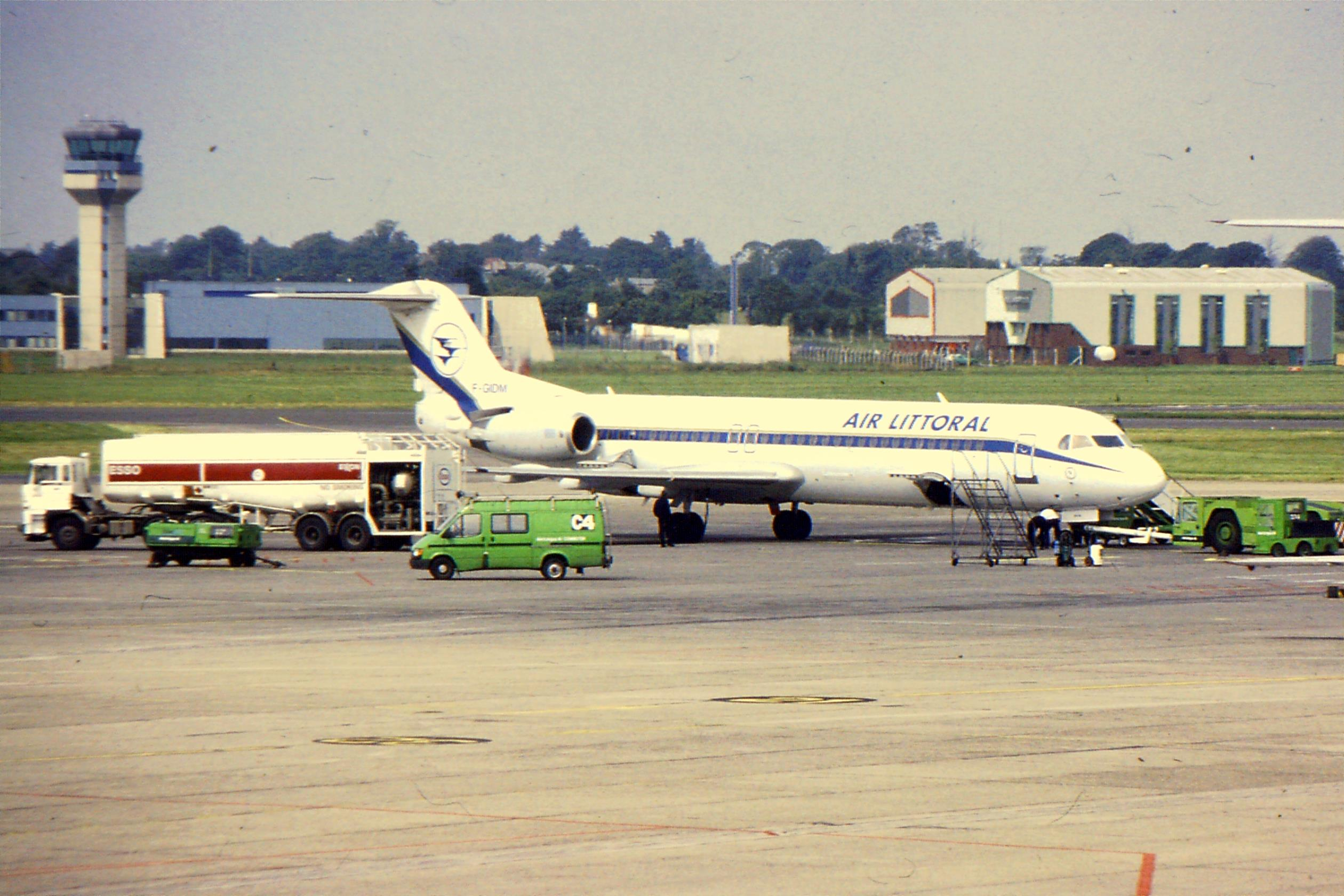
Fokker 100 à Dublin en 1990
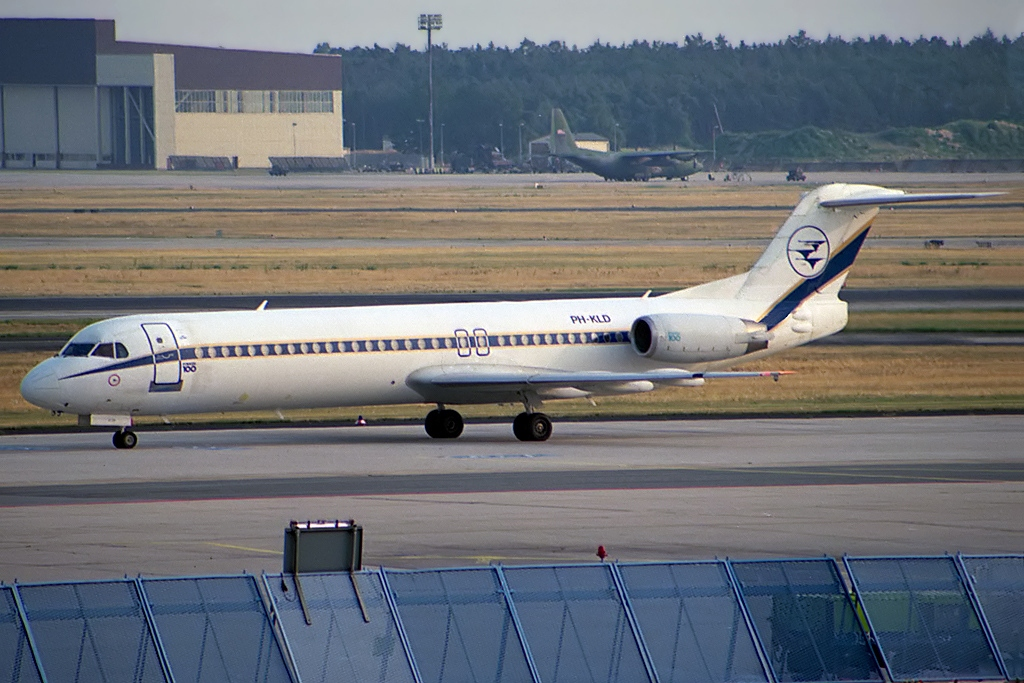
Fokker 100 en 1995 en Allemagne
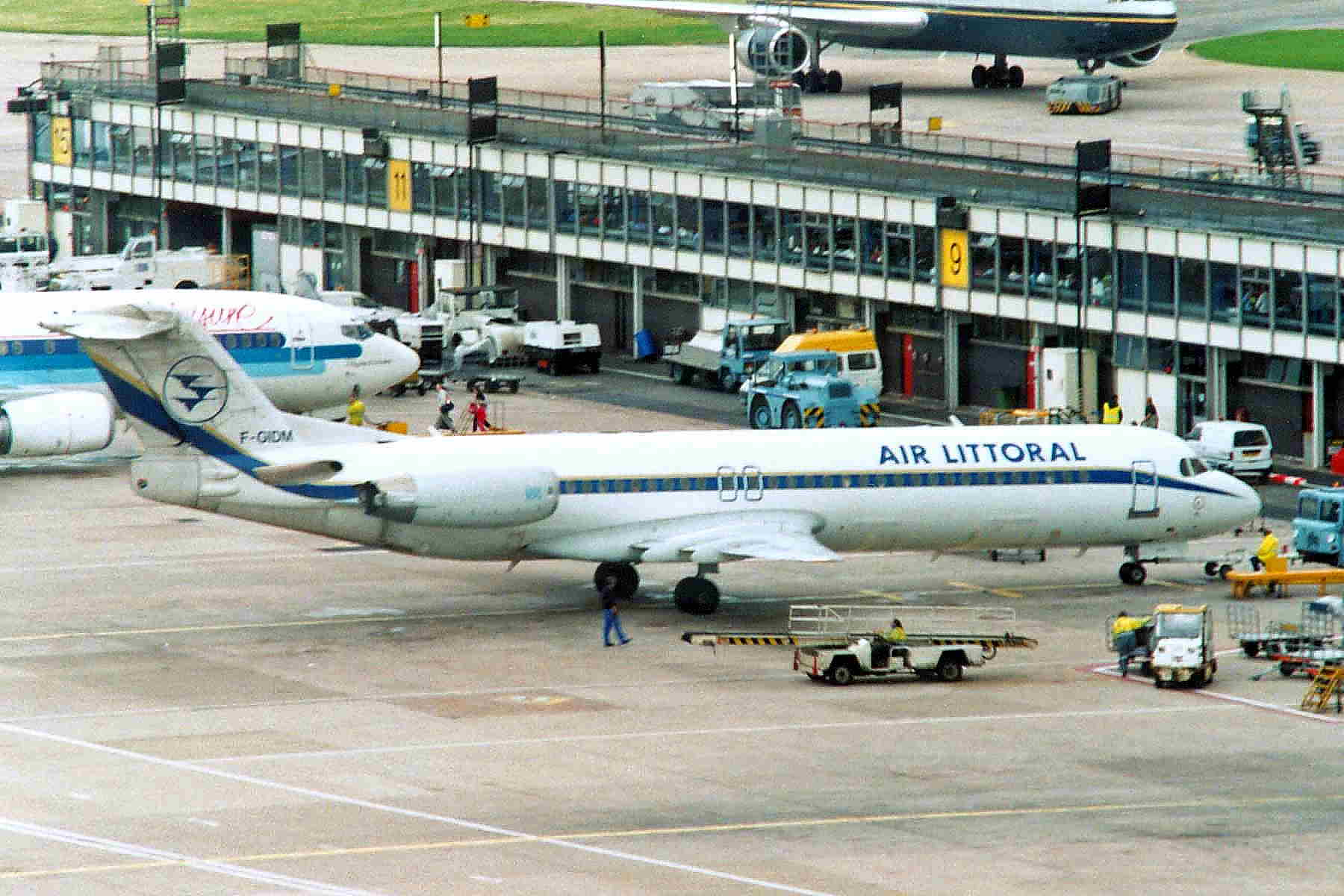
Fokker 100 en 1992
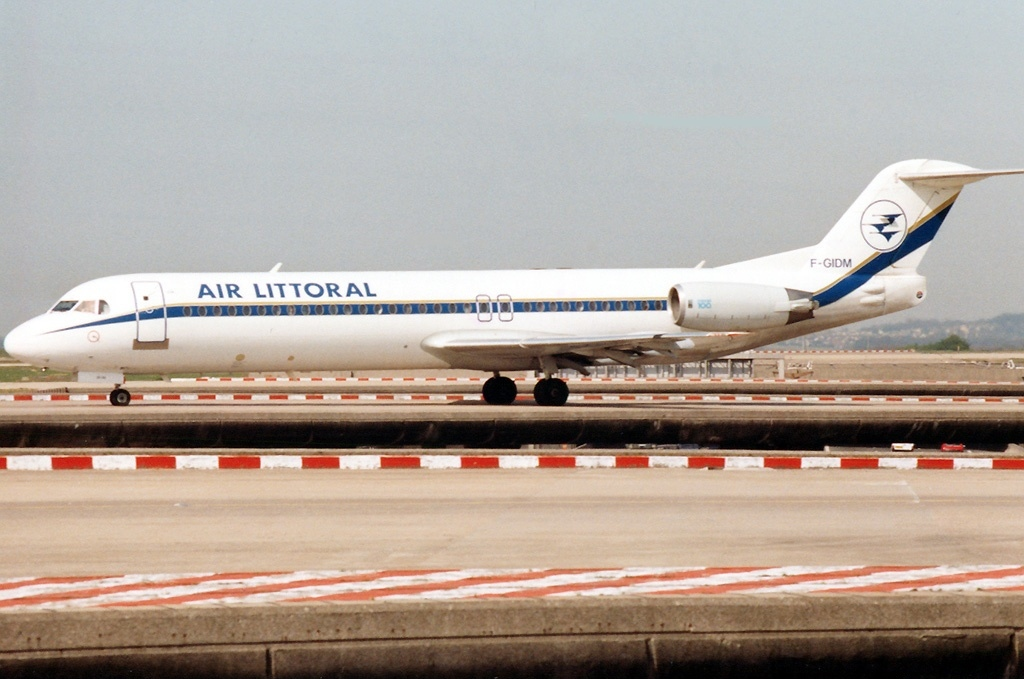
Fokker 100 en 1992 à Paris-Roissy
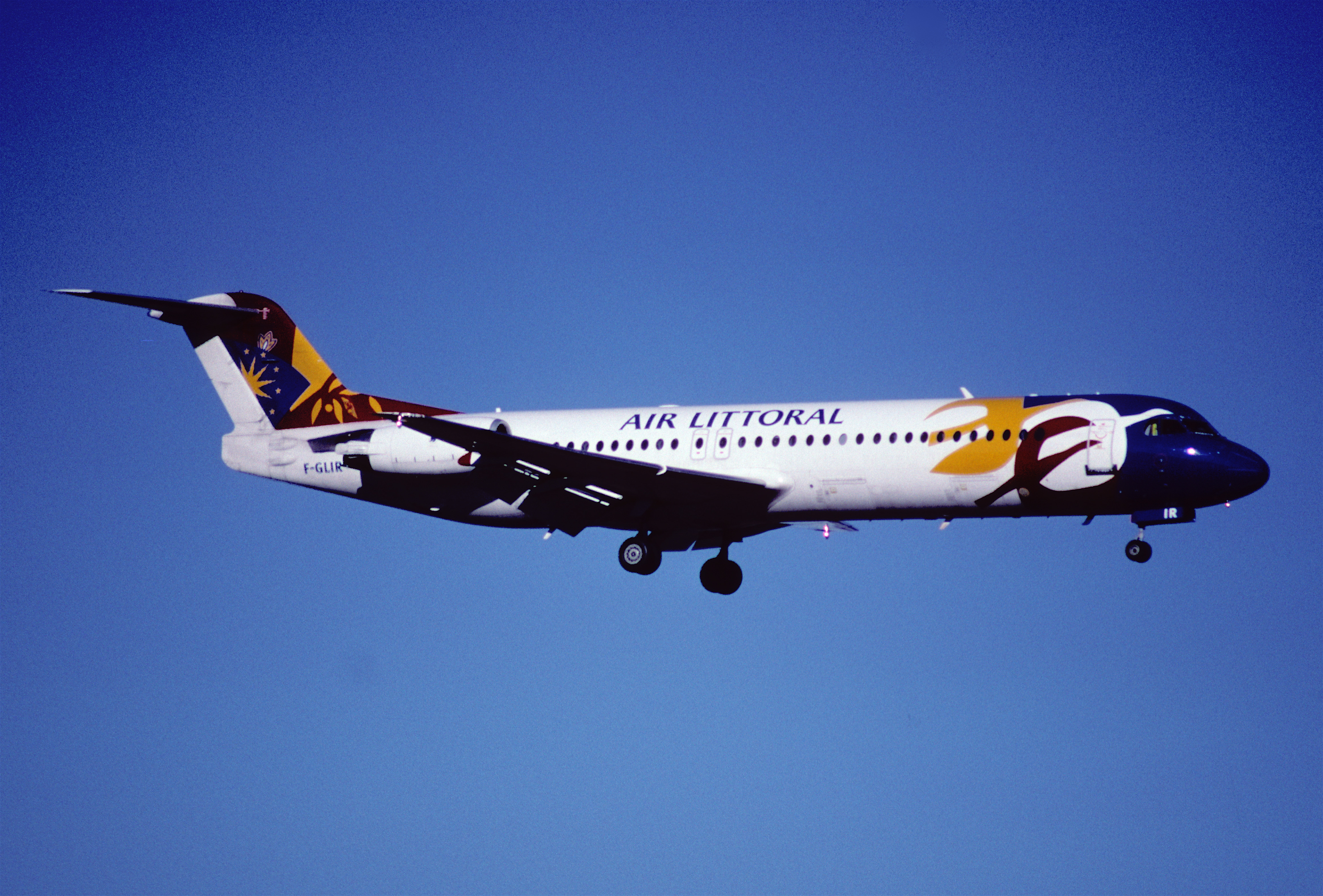
Fokker 100 en 2001 (dernière livrée)
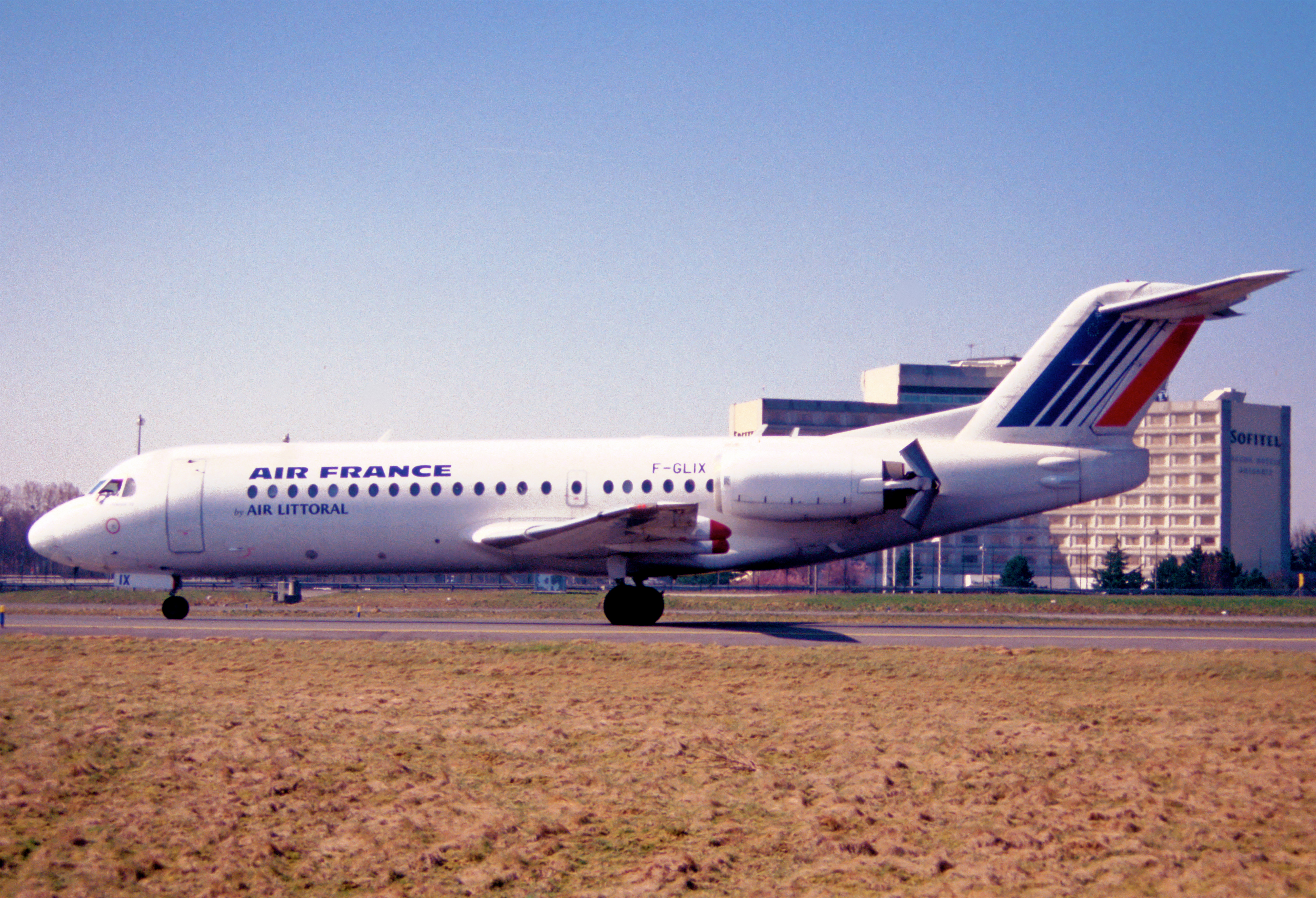
Fokker 70 en 2003 aux couleurs d'Air France
Fokker 70 en 2002 en dernière livrée Air Littoral
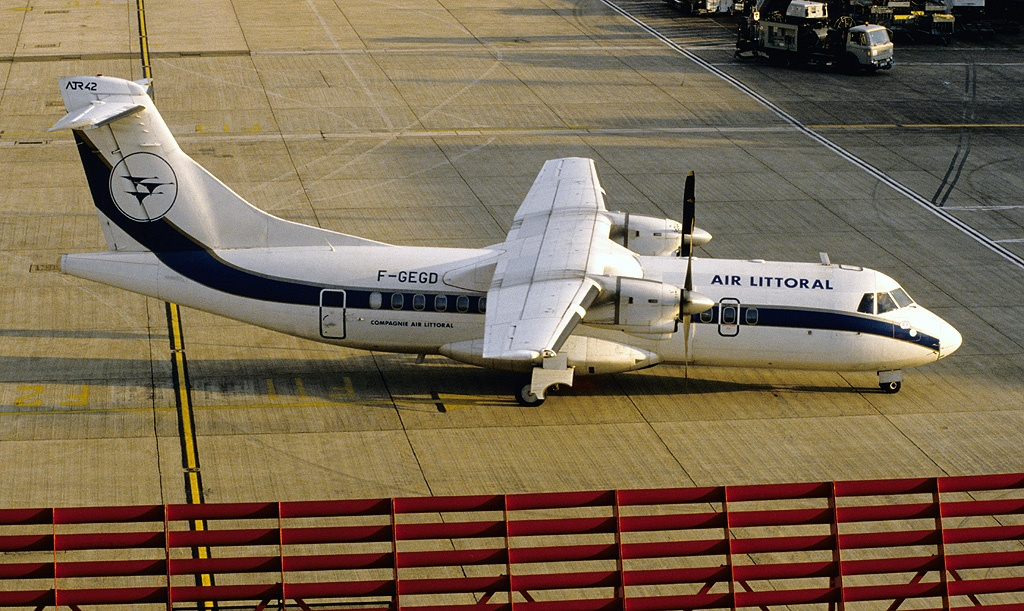
ATR 42-300 en 1988 à Londres
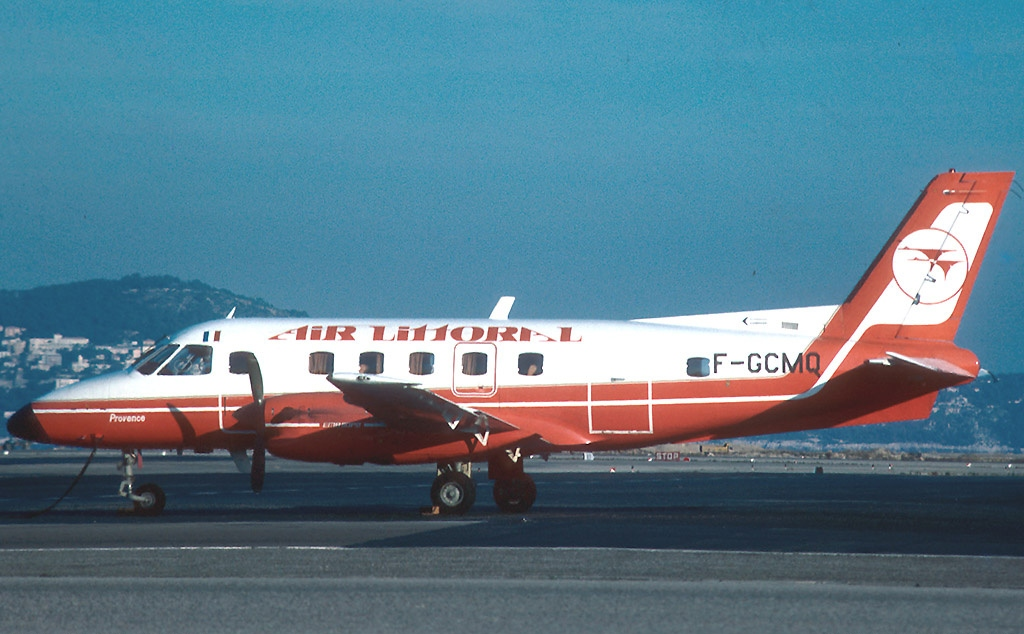
Embraer 110 Bandeirante en 1982 à Nice (Alpes-Maritimes)
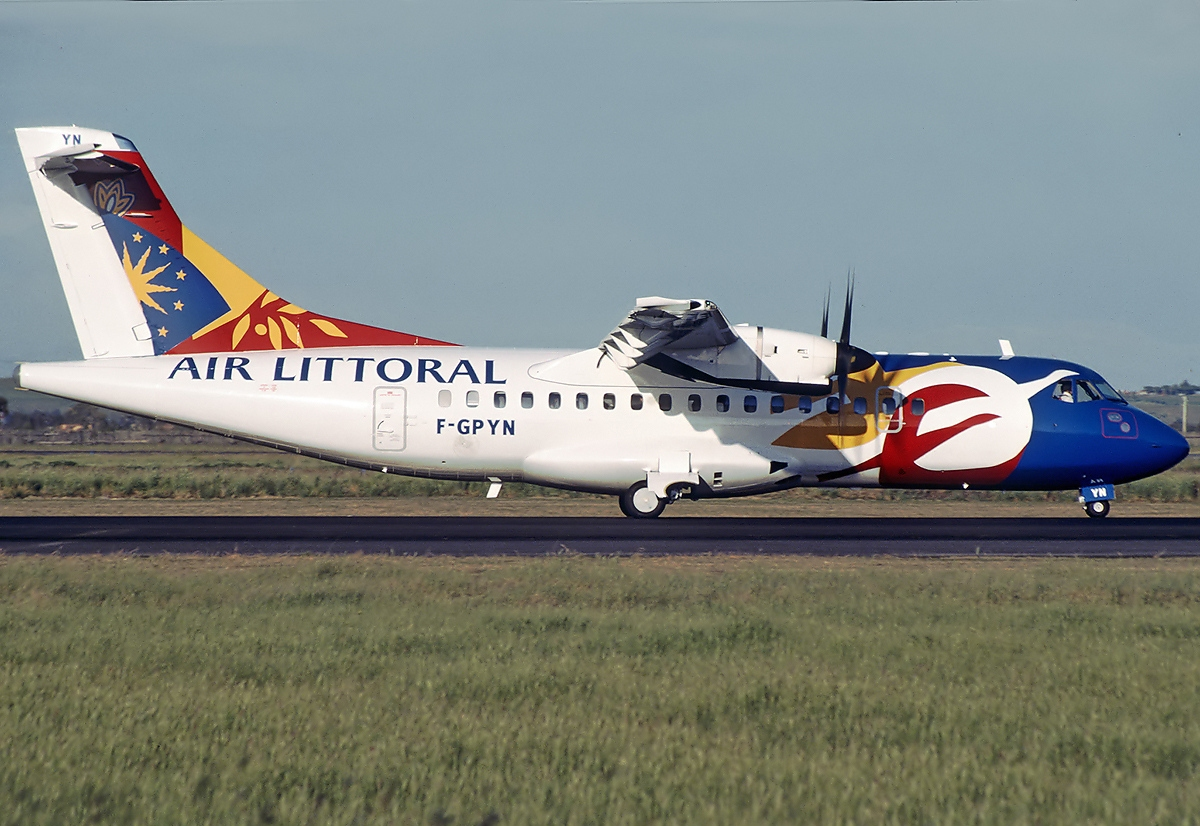
ATR-42-500 à Rome
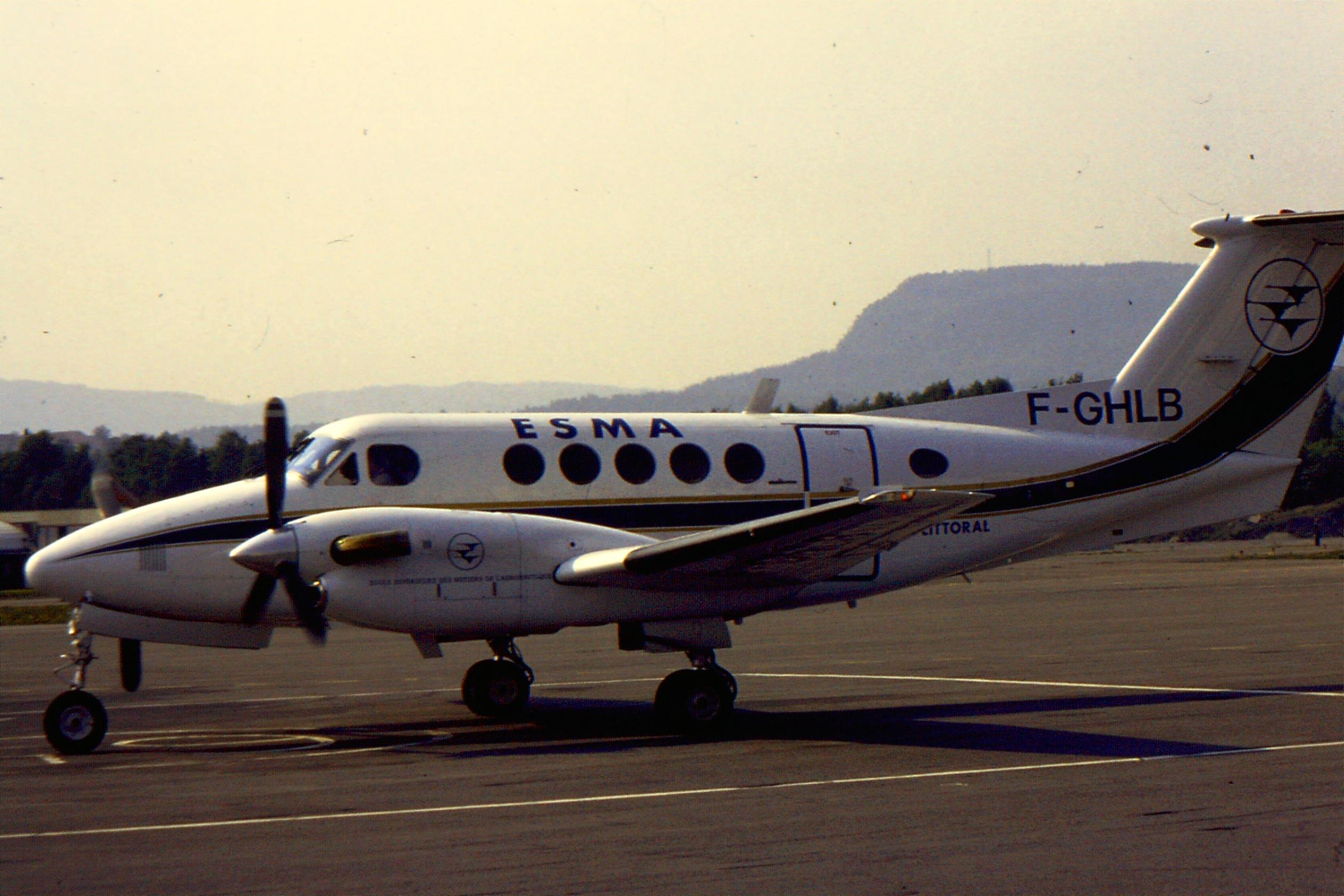
Beech 200 King Air de l'ESMA/Air Littoral en 1990
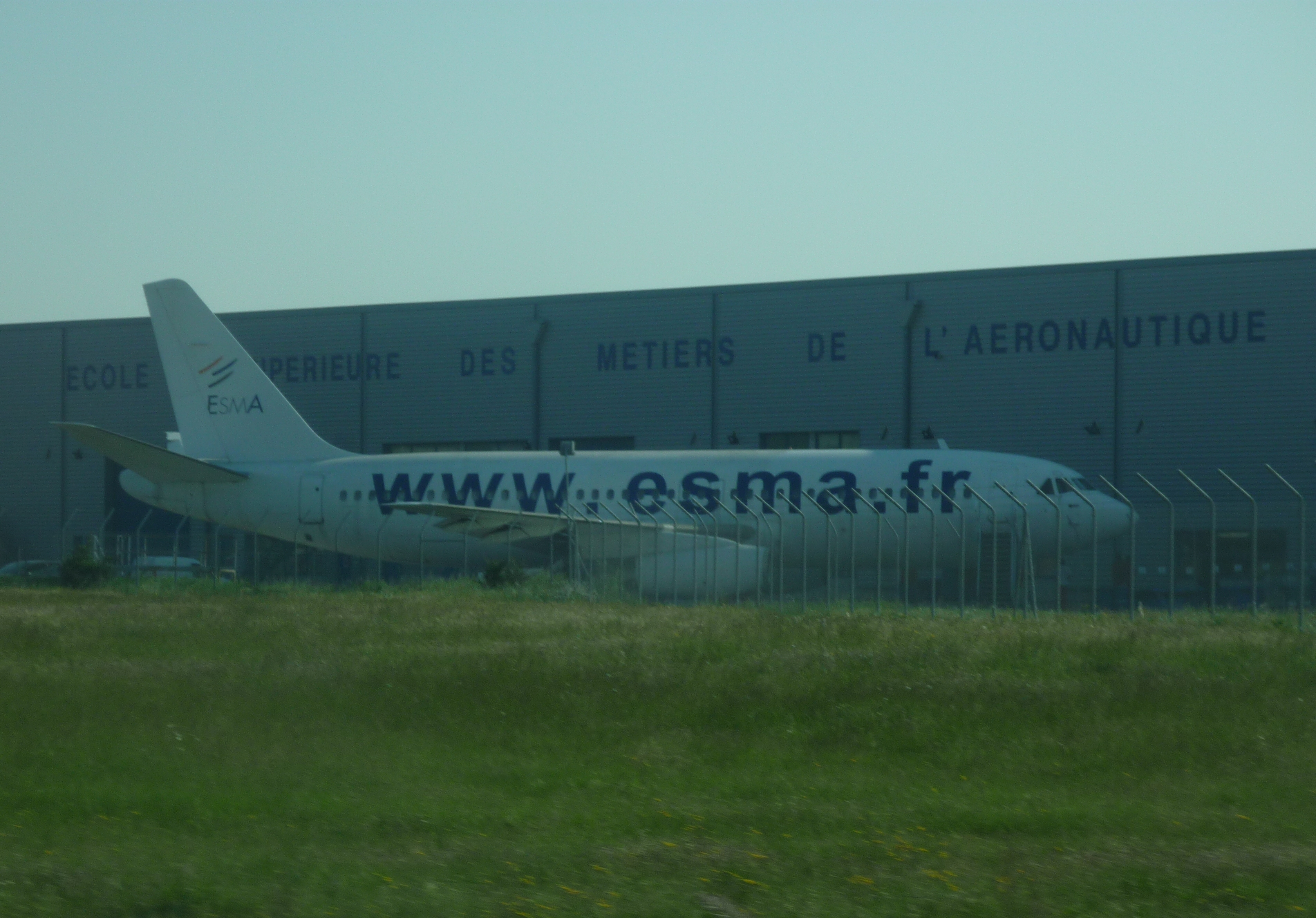
Mercure 100 d'Air Littoral aux couleurs de l'ESMA (Groupe Air Littoral)

## Accidents et Incidents

### 1987
- Le 21 décembre 1987, le vol AF1919 exploité par Air Littoral pour le compte d'Air France assurait la liaison Bruxelles-Bordeaux en Embraer 120 (F-GEGH). Le décollage s'effectue à 12h30, la météo prévoit du brouillard sur Bordeaux. Néanmoins, des déroutements sont prévus sur l'aéroport de Biarritz Pays Basque et l'aéroport de Toulouse-Blagnac. L'accident causera la mort des 16 personnes qui se trouvaient à bord (13 passagers, les deux pilotes et un agent de bord)

### 1997
- Le 30 juillet 1997, le vol Air Littoral 701, assuré par un ATR 42 (F-GPYE) s'écrase à Florence après son départ de Nice. L'avion a atterri trop rapidement, 40 nœuds au-dessus de la vitesse limite au seuil de la piste, il efface les 1 650 m de la piste 23. L' ATR 42 s'immobile le nez sur le côté de l'autoroute A11. L'unique victime à déplorer a été le Commandant de bord, Jean-Rémy Cuculière.